# ブレーキパッド
ブレーキパッド（brake pad）とは、ディスクブレーキを構成する部品の一つである。ブレーキローターをキャリパーにセットされたブレーキパッドで押さえることにより、摩擦による制動が可能となる。なお、ドラムブレーキの摩擦部材はブレーキシューと呼ばれる。

## 素材

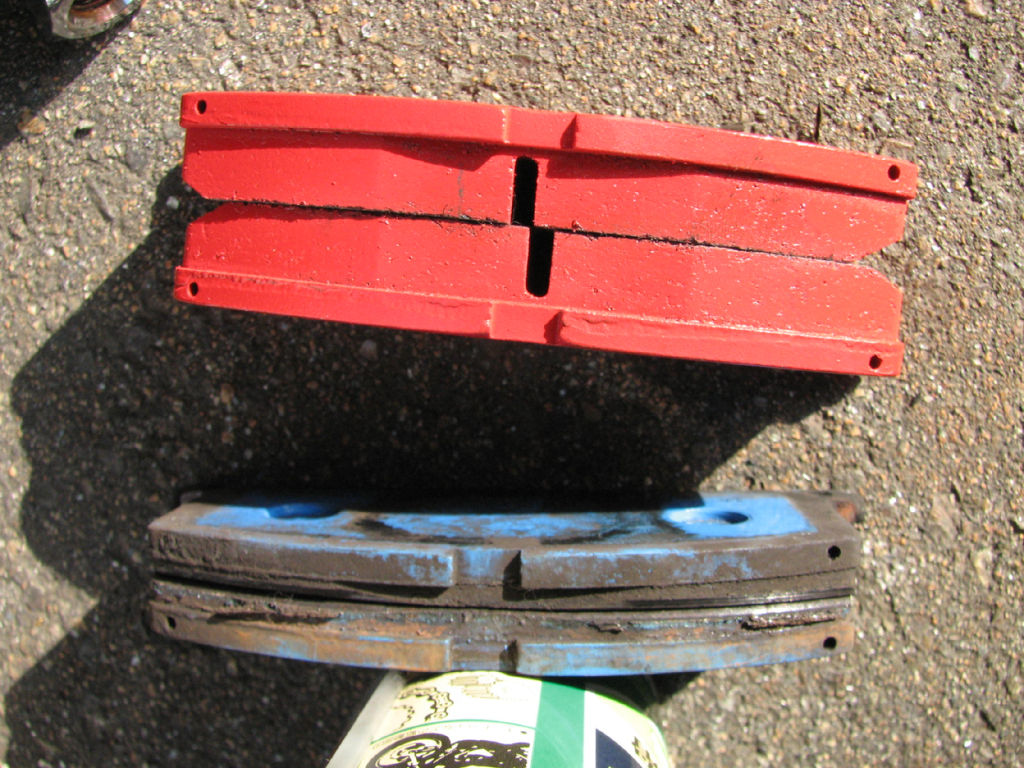
新旧のブレーキパッド。擦り減っているのが分かる。

パッドは10 - 20種類程度の複数の材料を成型した複合材料である。
成型方法により、レジンモールド材（樹脂による成型）、焼結材（紛体冶金）の2種類に大別される。
レジンモールド材は、主に骨格材料としてスチール繊維、ケブラー(ポリアミド繊維)、セラミックファイバー、（チタン酸カリウムウィスカー〈アスベスト代替素材〉、金属繊維）、潤滑材料（コークス、グラファイト、金属硫化物）、研削材（金属酸化物、鉱物、金属）、ダンピング材（ゴム類）、PH調整剤（消石灰等のアルカリ性物質）、充填材（安価な粉体）等を樹脂（フェノール樹脂）で焼き固めたものである。長寿命でダストも少なく、広い温度で制動力が安定していて調節しやすいが、樹脂が高温で分解するため、フェード現象が起こりやすい特性がある。よって普通乗用車、2輪車等の軽負荷の用途に用いられている。
焼結材は、金属（銅系合金、アルミ系合金）、研削材、潤滑材を高温にて焼結させたものでシンタードと呼ばれる。また高温に強いセラミック剤を配合したものもある。高温での効きの安定しており耐摩耗性も優れることから特殊用途（新幹線、レーシングカー）に用いられている。しかしディスクへの攻撃性が強い上に調節幅も狭く、ごく低温では制動力を発揮しない傾向がある。
かつて耐熱性を重視するためにアスベストを利用していた時期があったが、発癌性の問題から1990年代以降は利用が止められている。その後代換原料としてチタン酸カリウムウィスカーが使用されたが、アスベスト同様発がん性が認められている。対応としてスチール繊維、セラミックファイバーやケブラー等のポリアミド繊維が使われるようになった。
一般的に金属割合を高めると制動力が強くなるが、制動時の鳴きが発生しやすく、またブレーキローターへの攻撃性が高く消耗が早くなることから、制動力と経済性、ローターの耐久性、用途などについて性能と配合のバランスに製造メーカー各社は工夫している。消耗品のため、定期的に点検し摩耗度合いを確認する必要がある。
平均走行速度が高いヨーロッパ車では制動力への要求が強いため、金属割合が高めでディスクへの攻撃性が強いパッドが使用されることが多く、通常パッドを2回交換するごとにブレーキローターを交換することが多い。平均走行速度が低い日本車では制動力より長寿命で低温でも効きがよく調節幅が大きくダストも少ないパッドが純正として使われている場合が多い。

## 注意点
ブレーキパッドにはウェアインジケーター（可聴ピン）がベースプレートに付いているものがあり、パッドが磨り減って使用限界に近づくと、このウェアインジケーターがブレーキローターを引っ掻くようになっている。これにより、ブレーキの度に金属音が発せられ、運転者に注意を促す仕組みである。なお、この金属音はそのまま1,000 km以上走行すると出なくなるが、自然に直ったと勘違いしてはならない。
（可聴式パッドウェアインジケーター）
高級車の一部では、パッドに電線を埋め込んであり、使用限界に近づくと電線がローターと接触して導通し、これを検出してパッド磨耗警報を表示するものもある。（電気式パッドウェアインジケーター）
一部のパッドには、ウェアインジケーターが備えられていないものも存在するため、定期的に目視確認を行うか、別途ウェアインジケーターを取り付ける必要がある。
使用限界を超えた場合、パッド部が脱落もしくは押さえ板の金属地肌がブレーキローターに接触し、破損を招く。この場合、大きな修理費を強いられることとなるため、早めの交換が得策である。
また、ブレーキパッドは油脂分を吸収する性質を持つが、潤滑油などが大量に染みこんだ場合には制動力が低下するため、使用不能となる。
フェード現象などで一度過熱したパッドはその表面材質が変質するので、表面を研磨するか交換する必要がある。

## カートリッジ ブレーキ パッド
ある種類のブレーキパッドはリムブレーキに使われている。